# Diacyclops einslei
Diacyclops einslei is een eenoogkreeftjessoort uit de familie van de Cyclopidae. De wetenschappelijke naam van de soort is voor het eerst geldig gepubliceerd in 1999 door De Laurentiis, Pesce & Humphreys.